# Жиляков, Григорий Васильевич
Григо́рий Васи́льевич Жиляко́в (1913 — 1991) — советский дипломат. Чрезвычайный и полномочный посол.

## Биография
На дипломатической работе с 1944 года.
- В 1944—1950 годах — сотрудник центрального аппарата НКИД (с 1946 — МИД) СССР.
- В 1951—1955 годах — сотрудник аппарата Верховного комиссара СССР в Германии.
- В 1955—1961 годах — сотрудник центрального аппарата МИД СССР.
- В 1961—1964 годах — советник посольства СССР в ГДР.
- В 1964—1965 годах — советник-посланник посольства СССР в Польше.
- В 1965—1968 годах — советник-посланник посольства СССР в ГДР.
- В 1968—1972 годах — на ответственной работе в центральном аппарате МИД СССР
- С 2 июня 1972 по 19 мая 1978 года — чрезвычайный и полномочный посол СССР в Руанде[1].

С 1978 года — в отставке.

## Награды
- Орден «Знак Почёта» (5 ноября 1945)